# بداغ جنگلی
بداغ جنگلی یا ویبرنوم اوپولوس (نام علمی: Viburnum Opulus) یا رُز گولدر (به انگلیسی: Guelder Rose) گونه‌ای از گیاهان گل‌دار، خانوادۀ هفت‌کولان (قبلا آقطیان) بومی اروپا، شمال آفریقا و آسیای مرکزی است.

## نام‌های ديگر بداغ جنگلی
Rose de Guelder, Viorne Obier, Viorne, Obier, Cranberry Tree, Cranberry Bush, Rose Elder , Dog Berry, Dog Elder, Gottridge, Sweet Viburnum, High Bush Cranberry.

## مشخصات بداغ جنگلی
گياهی از گونۀ سرده بداغ است، درختچه‌ای است به بلندی حدود چهار متر. برگ‌های آن پنجه‌ای و دارای سه قسمت است. گل‌های سفيد دارد و در بهار ظاهر می‌شود. ميوه‌ی آن كروی و سرخ‌رنگ و كوچك به قطر حدود يك سانتيمتر است كه در تابستان جلب نظر می‌كند. اين درختچه در اروپا و آسيای غربی و آمريكای شمالی انتشار دارد. در ايران در گردنه‌ی حيران بين آستارا و اردبيل مخلوط با جنگل‌های فندق در ارتفاع ۱۴۰۰ متر از سطح دريا ديده می‌شود، گونه‌‌های مختلفی از آن در جنگل‌های شمال ايران به‌طور وحشی می‌رويد.

## تركيب شيميايی بداغ جنگلی
در برگ‌های آن قند ساكاروز، دياستازانورتين، يك گلوكوزيدی كه با تجربه‌ی ساده‌ی آن والرينيك‌اسيد آزاد می‌شود، در ميوه‌ی آن يك ماده‌ی رنگی و مقداری تانن، در پوست ساقه درختچه يك ماده‌ی تلخ به نام ويبورنين، مقداری تانن، صمغ، قند، كاپريليك‌اسيد، اولئيك‌اسيد ، لينولئيك اسيد، فيتوسترول، فورميك‌اسيد، استيك اسيد، والرينيك‌اسيد.

## خواص درمانی بداغ جنگلی
دو تا چهار گرم از برگ يا ميوه يا ريشه يا پوست ساقه‌ی درختچه يا دو تا چهار گرم از مجموع آن‌‌ها را در يك ليتر آب جوش دم كنيد و آب صاف‌كرده‌ی آن را به مرور در طول روز بنوشيد.
مدرّ و قابض، ضد تشنج و تقويت‌كننده‌ی اعصاب است، برای رفع عادت ماهيانه‌ی دردناك و قطع عادت ماهيانه‌ی زنان جوان و خونروی‌‌های دوران يائسگی و عوارض عصبی دوران حاملگی مفيد است.